# Platina (banda)
Platina foi uma banda brasileira de hard rock formada na capital de São Paulo em 1984 por Daril Parisi (guitarra), Andria Busic (baixo e vocal), Ivan Busic (bateria) e Sergio Sêman (vocal).

## Biografia
Por volta de 1981 os irmãos Andria e Ivan Busic se juntaram ao guitarrista Daril Parisi com a intenção inicial de formarem uma banda country. Nesta fase Ivan era somente o vocalista, com Andria no baixo e Daril na guitarra. Como não conseguiam arrumar um baterista fixo, por sugestão de Daril, Ivan passou a estudar bateria. Em junho de 1982 gravaram a canção "Campestre", com Ivan ainda nos vocais. Como eram grandes fãs de Kiss e Black Sabbath, decidiram então formar uma banda de hard rock. Batizada inicialmente de Prisma e já com Ivan na bateria e Andria assumindo os vocais principais, passaram a fazer shows como power trio tocando covers do Kiss, Rush e Metallica, entre outros.

Em janeiro de 1984 decidem alterar o nome para Platina (variação de Platinum, ideia inicial de Ivan). Nos dias 8 e 9 de abril do mesmo ano fizeram seus primeiros shows como Platina no Teatro Lira Paulistana. Foram então convidados pelo lendário produtor Luiz Calanca para gravar um álbum pelo selo Baratos Afins.

E foi durante os ensaios para a gravação do álbum que surgiu o vocalista Sergio Sêman (pronuncia-se "Sheman"). Daril conheceu Sêman em 1982 no show do Van Halen em São Paulo. Após algum tempo sem contato, Daril ficou sabendo que o mesmo havia se tornado vocalista. Sêman então foi convidado para os ensaios do primeiro álbum. Fez uma canja com a banda e impressionou tanto pela voz quanto pelo porte físico (com seus 1,91 m de altura), sendo efetivado. A banda estava completa.

Gravado no final de 1984 no estúdio Vice Versa (SP), Platina foi lançado em janeiro de 1985 em formato de LP, curiosamente em 45 rotações (lembrando que o padrão de um LP é de 33 rotações). O álbum foi muito bem aceito tanto pela imprensa especializada quanto pelos fãs, sendo bastante executado pelas rádios especializadas em rock de São Paulo e do Brasil.
Em 1986, gravaram um vídeo para a música "Fascínio" no programa Super Special da TV Bandeirantes, apresentado por Serginho Caffé.
Em 1987, quando várias músicas já estavam praticamente prontas para o que seria o segundo álbum, a banda acabou se separando por diferenças quanto ao direcionamento musical.

Em 2001, o álbum Platina foi relançado em formato CD pela Baratos Afins.
Após 26 anos, no dia 25 de maio de 2013, a banda se reuniu no Manifesto Bar, em São Paulo, para executar as músicas "Fascínio" e "Reflexão".

## Vida após o Platina
Em 1988, Andria, Ivan e Sêman se juntaram ao guitarrista Renato Nunes (ex-Harppia) e formaram o Cherokee, lançando um álbum auto intitulado também pela Baratos Afins.
Em 1989, Andria e Ivan se juntaram ao guitarrista Wander Taffo (ex-Rita Lee e Rádio Taxi) para a gravação do primeiro disco solo do mesmo. No ano seguinte formaram a banda Taffo.
Em 1991, Andria e Ivan formaram a banda Dr. Sin juntamente com o guitarrista Eduardo Ardanuy (ex-Chave do Sol e Anjos da Noite), onde ficaram até março de 2016. Os irmãos Busic também atuam como produtores musicais em seu estúdio Busic Produções. 
Daril Parisi montou um estúdio e se tornou produtor musical, grava jingles e lançou métodos para guitarra. Também mantêm, juntamente com seu filho Jota Parisi, a Parisi Escola de Guitarra.
Sergio Sêman se dedicou ao fisiculturismo e atua como personal trainer em sua academia de musculação. Em 2012, gravou um cover da canção "One Of These Days" (Whitesnake) com Andria Busic (baixo, guitarra, violão e backing vocal), Ivan Busic (bateria e backing vocal) e Marcelo Souss (teclado).

## Integrantes
- Daril Parisi - guitarra
- Andria Busic - baixo, vocais em Sorte e Stress
- Ivan Busic - bateria
- Sergio Sêman - vocais

Músicos convidados
- Marcelo Souss - teclado em Fascínio
- Edson Rahal - teclado em Sorte

## Discografia
- Platina (1985)[2][16]

1. Instrumetal (02:33)

2. Reflexão (03:28)

3. Prisma (03:01)

4. Sorte (04:10)

5. Stress (03:59)

6. Fascínio (04:35)